# Soompi
A Soompi egy 1998-ban alapított weboldal, mely koreai popzenével és televíziós sorozatokkal foglalkozik, hírportálként és közösségi fórumként is működik. Az oldal a koreai hullám terjedésének egyik fontos eszköze, melyet a koreai szórakoztatóipari cégek is felhasználnak előadóik népszerűsítésére és a külföldi rajongókkal való kapcsolattartásra. A Soompi a legnagyobb olvasótáborral rendelkező és legrégebb óta működő K-poppal foglalkozó angol nyelvű weboldal. A Soompi látogatóinak nagy része nem koreai származású, a látogatók 30% amerikai.

## Története
A weboldalt 1998-ban Susan Kang Soompitown néven alapította hobbiból, mert nem talált az interneten olyan angol nyelvű weboldalt, ami a koreai populáris kultúrával foglalkozott volna. Kang híreket fordított koreairól angolra és fórumot üzemeltetett. A weboldal olyan népszerű lett, hogy a koreai szórakoztatóipari cégek is felfedezték és reklámozni kezdtek rajta. 2009-ben Kang otthagyta akkori állását, hogy a Soompi igazgatásával tudjon foglalkozni. 2011-ben a Soompit megvásárolta a szöuli székhelyű Enswers, Inc.